# Snookerweltmeisterschaft der Frauen
Die Snookerweltmeisterschaft der Frauen (World Women’s Championship, Ladies World Championship, World Women’s 6-Red Championship) ist eine internationale Snookerturnierserie, die seit 1983 mit Unterbrechungen ausgetragen wird. Sie stellt den höchsten Titel und das wichtigste Turnier im Turnierkalender des Frauensnookers dar. Rekordgewinnerin ist die Engländerin Reanne Evans, die zwischen 2005 und 2019 zwölfmal Weltmeisterin wurde. 

## Vorgeschichte
Bereits 1976 wurde erstmals ein Turnier mit dem Rang einer Weltmeisterschaft unter dem Namen Women’s World Open ausgetragen. Siegerin war die Engländerin Vera Selby. 1980 und 1981 wurden zwei weitere Turniere ausgetragen, bevor eine richtige Weltmeisterschaft ausgerufen wurde.
| Jahr | Austragungsort | Sieger          | Finalist         | Ergebnis |
| ---- | -------------- | --------------- | ---------------- | -------- |
| 1976 | Middlesbrough  | Vera Selby      | Muriel Hazeldene | 4:0      |
| 1980 | Hayling Island | Lesley McIlrath | Agnes Davies     | 4:2      |
| 1981 | Thorness Bay   | Vera Selby      | Mandy Fisher     | 3:0      |

## Offizielle Snookerweltmeisterschaft
Der britische Freizeitparkbetreiber Pontins hatte sich schon seit den 1970ern im professionellen Snookersport engagiert. 1977 begannen sie, auch ein Jugend- sowie ein Frauenturnier auszurichten. 1983 fand im Freizeitpark Brean Sands in Somerset erstmals ein Einladungsturnier für Profis statt (Pontins Brean Sands) und dort veranstalteten sie dann auch die erste Frauenweltmeisterschaft. Sue Foster, die im Jahr zuvor auch die Pontin’s Ladies Bowl gewonnen hatte, wurde die erste Titelträgerin der Ladies World Championship. Ein Jahr später wurde das Turnier erneut ausgetragen, obwohl Pontins als Sponsor ausgestiegen war. Es gewann Stacey Hilliard, die mit sechs Finalteilnahmen zu den erfolgreichsten WM-Teilnehmern gehörte, auch wenn sie 1984 das einzige Mal den Titel holte. Im selben Jahr gab es zusätzlich eine Professional Championship, die von Mandy Fisher gewonnen wurde. Die  nicht mit ihr verwandte Allison Fisher gewann 1985 ihren ersten Titel und dominierte in der zweiten Hälfte der 1980er und der ersten Hälfte der 1990er das Frauensnooker. Mit sieben WM-Titeln ist sie die zweiterfolgreichste WM-Teilnehmerin. Bis 2014 kamen alle Titelträgerinnen aus England bis auf die dreimalige Titelträgerin und dreimalige Zweite Karen Corr, eine Nordirin.
Die Veranstalter hatten jedoch Mühe, Sponsoren zu finden und mussten sich lange Zeit spätestens nach zwei Jahren wieder auf die Suche nach neuen Geldgebern machen. 1992 und 1996 wurde gar keine Weltmeisterschaft ausgetragen. Auch wechselten häufig die Austragungsorte, meist kleinere Veranstaltungsorte in England. 1994 und 1995 wurde das Turnier erstmals internationaler und fand in Neu-Delhi statt.
Erst 1998 mit Unterstützung der WPBSA und des Zigarettenherstellers Embassy, der die Snookerweltmeisterschaft der Profis sponserte, wurde die Frauen-WM als Veranstaltung fest etabliert. Halbfinale und Finale fanden von da an als Nebenveranstaltung der Profi-WM im Crucible Theatre in Sheffield statt. Erste Siegerin war Kelly Fisher, nicht verwandt mit ihrer Vorgängerin Allison Fisher, aber ähnlich dominant im Frauensnooker. Sie gewann fünf der sechs Finale im Crucible.
Als in den 2000ern in Großbritannien die Einschränkung der Tabakwerbung erfolgte, fiel Embassy als Sponsor weg, und auch die WPBSA kam so sehr in finanzielle Schwierigkeiten, dass sie als Mitveranstalter ausstieg. 2004 wurde deshalb erneut keine Frauen-WM ausgetragen. Ab 2005 trug die WLBSA das Turnier wieder ohne Sponsor aus und setzte dabei wieder auf einen festen Austragungsort, das Snooker Centre in Cambridge. Die 19-jährige Reanne Evans gewann in diesem Jahr ihren ersten Titel und blieb danach zehn Jahre lang bei diesem Turnier ungeschlagen.
Erst 2015 verlor sie erstmals wieder ein WM-Match gegen Ng On Yee aus Hongkong. Die Chinesin wurde anschließend Weltmeisterin und damit die erste Nicht-Britin, die den Titel erringen konnte.
2018 kooperierte die WLBSA mit der World Snooker Federation, einer neu gegründeten kontroversen Amateursparte der WPBSA, die Amateurspielern als Sprungbrett zu Profiturnieren dienen soll, durch die Bedingung, dass deren Nationalverbände als Vertreter des Amateurwesens ihr beitreten müssen, aber in Konflikt zu dem sportrechtlich offiziellen Amateurweltverband IBSF steht, in dem die Verbände bisher Mitglied waren und dem laut vergangenen Urteilen des Internationalen Sportgerichtshofs die weltweite Zuständigkeit für Snooker obliegt. Die WSF trug in der zweiten Märzhälfte ein Dreifachturnier mit der WSF Championship, der WSF Seniors Championship und der WLBS World Women’s Snooker Championship aus. Alle drei Wettbewerbe fanden in Malta statt.
Nachdem die WSF Championship 2019, die in den Vereinigten Arabischen Emiraten stattfinden sollte, verschoben wurde, wurde die Frauen-WM erstmals im thailändischen Bangkok ausgetragen. Reanne Evans konnte gegen Nutcharut Wongharuthai ihren zwölften Titel gewinnen.
Wegen der COVID-19-Pandemie kam im folgenden Jahr das Amateursnooker zum Erliegen und erst 2022 gab es eine weitere Weltmeisterschaft. Mit dem Sieg der 2019 im Finale unterlegenen Thailänderin „Mink“ Nutcharut begann die Dominanz der asiatischen Länder, die mit ihrer Landsfrau „Baipat“ Siripaporn und der Chinesin Bai Yulu in den Jahren danach eine Fortsetzung fand.

### Statistiken
Ab 1983 gab es folgende Weltmeisterinnen:
| Jahr     | Austragungsort    | Sieger                    | Finalist               | Ergebnis          |
| -------- | ----------------- | ------------------------- | ---------------------- | ----------------- |
| 1983     | Brean Sands       | Sue Foster                | Maureen Baynton        | 8:5               |
| 1984 1   | (unbekannt)       | Stacey Hillyard           | Natalie Steinmach      | 4:1               |
| 1984-P 1 | (unbekannt)       | Mandy Fisher              | Maryann McConnell      | 4:2               |
| 1985     | Solihull          | Allison Fisher            | Stacey Hillyard        | 5:1               |
| 1986     | Solihull          | Allison Fisher            | Sue LeMaich            | 5:0               |
| 1987     | Puckpool          | Ann-Marie Farren          | Stacey Hillyard        | 5:1               |
| 1988     | Brixham           | Allison Fisher            | Ann-Marie Farren       | 6:1               |
| 1989     | Brixham           | Allison Fisher            | Ann-Marie Farren       | 6:5               |
| 1990     | London            | Karen Corr                | Stacey Hillyard        | 7:4               |
| 1991     | London            | Allison Fisher            | Karen Corr             | 8:2               |
| 1992     | nicht ausgetragen | nicht ausgetragen         | nicht ausgetragen      | nicht ausgetragen |
| 1993     | Blackpool         | Allison Fisher            | Stacey Hillyard        | 9:3               |
| 1994     | Neu-Delhi         | Allison Fisher            | Stacey Hillyard        | 7:3               |
| 1995     | Neu-Delhi         | Karen Corr                | Kim Shaw               | 6:3               |
| 1996     | nicht ausgetragen | nicht ausgetragen         | nicht ausgetragen      | nicht ausgetragen |
| 1997     | Llanelli          | Karen Corr                | Kelly Fisher           | 6:3               |
| 1998     | Sheffield         | Kelly Fisher              | Karen Corr             | 5:0               |
| 1999     | Sheffield         | Kelly Fisher              | Karen Corr             | 4:2               |
| 2000     | Sheffield         | Kelly Fisher              | Lisa Ingall            | 4:1               |
| 2001     | Sheffield         | Lisa Quick                | Lynette Horsburgh      | 4:2               |
| 2002     | Sheffield         | Kelly Fisher              | Lisa Quick             | 4:1               |
| 2003     | Sheffield         | Kelly Fisher              | Lisa Quick             | 4:1               |
| 2004     | nicht ausgetragen | nicht ausgetragen         | nicht ausgetragen      | nicht ausgetragen |
| 2005     | Cambridge         | Reanne Evans              | Lynette Horsburgh      | 6:4               |
| 2006     | Cambridge         | Reanne Evans              | Emma Bonney            | 5:3               |
| 2007     | Cambridge         | Reanne Evans              | Katie Henrick          | 5:3               |
| 2008     | Cambridge         | Reanne Evans              | June Banks             | 5:2               |
| 2009     | Cambridge         | Reanne Evans              | Maria Catalano         | 5:2               |
| 2010     | Cambridge         | Reanne Evans              | Maria Catalano         | 5:1               |
| 2011     | Bury St Edmunds   | Reanne Evans              | Emma Bonney            | 5:1               |
| 2012     | Cambridge         | Reanne Evans              | Maria Catalano         | 5:3               |
| 2013     | Cambridge         | Reanne Evans              | Maria Catalano         | 6:3               |
| 2014     | Leeds             | Reanne Evans              | Ng On Yee              | 6:0               |
| 2015     | Leeds             | Ng On Yee                 | Emma Bonney            | 6:2               |
| 2016     | Leeds             | Reanne Evans              | Ng On Yee              | 6:4               |
| 2017     | Singapur          | Ng On Yee                 | Vidya Pillai           | 6:5               |
| 2018     | San Pawl il-Baħar | Ng On Yee                 | Maria Catalano         | 5:0               |
| 2019     | Bangkok           | Reanne Evans              | Nutcharut Wongharuthai | 6:3               |
| 2020     | nicht ausgetragen | nicht ausgetragen         | nicht ausgetragen      | nicht ausgetragen |
| 2021     | nicht ausgetragen | nicht ausgetragen         | nicht ausgetragen      | nicht ausgetragen |
| 2022     | Sheffield         | Nutcharut Wongharuthai    | Wendy Jans             | 6:5               |
| 2023     | Bangkok           | Siripaporn Nuanthakhamjan | Bai Yulu               | 6:3               |
| 2024     | Dongguan          | Bai Yulu                  | Nutcharut Wongharuthai | 6:5               |
| 2025     | Dongguan          | Bai Yulu                  | Nutcharut Wongharuthai | 6:4               |

| Ewigenliste | Ewigenliste               | Ewigenliste | Ewigenliste                              |
| Nr          | Siegerin                  | Anz.        | Jahr                                     |
| ----------- | ------------------------- | ----------- | ---------------------------------------- |
| 1           | Reanne Evans              | 12          | 2005–2014, 2016, 2019                    |
| 2           | Allison Fisher            | 7           | 1985, 1986, 1988, 1989, 1991, 1993, 1994 |
| 3           | Kelly Fisher              | 5           | 1998–2000, 2002, 2003                    |
| 4           | Karen Corr                | 3           | 1990, 1995, 1997                         |
| 4           | Ng On Yee                 | 3           | 2015, 2017, 2018                         |
| 6           |                           |             |                                          |
| Bai Yulu    | 2                         | 2024, 2025  |                                          |
| 7           | Sue Foster                | 1           | 1983                                     |
| 7           | Stacey Hillyard           | 1           | 1984                                     |
| 7           | Mandy Fisher              | 1           | 1984                                     |
| 7           | Ann-Marie Farren          | 1           | 1987                                     |
| 7           | Lisa Quick                | 1           | 2001                                     |
| 7           | Nutcharut Wongharuthai    | 1           | 2022                                     |
| 7           | Siripaporn Nuanthakhamjan | 1           | 2023                                     |

## Amateurweltmeisterschaft
Als das professionelle Snooker in den frühen 2000ern in der Krise steckte, beschloss der Amateurverband IBSF, neben der Männer- und Junioren-Amateur-WM ebenfalls eine Weltmeisterschaft der Frauen auszutragen. 2003 fand sie in Konkurrenz zur WLBSA-WM in China statt und Kelly Fisher sicherte sich in beiden Turnieren den Titel. Im Jahr darauf gab es nur die WM der IBSF und Reanne Evans holte sich den Titel. Im Jahr darauf kehrte die WLBSA-Weltmeisterschaft zurück und Evans begann dort ihren Siegeszug. Dafür setzte die Amateur-WM in diesem Jahr aus. Seit 2006 gibt es beide Wettbewerbe parallel. Die Belgierin Wendy Jans, die bei den ersten fünf Wettbewerben ins Finale kam, holte sich in diesem Jahr als erste Nicht-Britin den Titel, um in den folgenden beiden Jahren jeweils das Finale gegen Evans zu verlieren. 2009 gewann mit Ng On Yee erstmals eine Spielerin aus Asien, sie wurde später auch offizielle Weltmeisterin. Im Jahr darauf verteidigte die Chinesin aus Hong Kong ihren Titel.
2011 wurde das in Bahrain geplante Turnier nach den Unruhen rund um den Arabischen Frühling abgesagt. Später im Jahr wurde das Männerturnier im indischen Bangalore nachgeholt, die Frauen-WM fiel aber aus. Von 2012 bis 2017 gewann dann Wendy Jans sechsmal in Folge den Titel, bevor sie 2018 die Neuauflage des Vorjahresfinals gegen die Thailänderin Waratthanun Sukritthanes verlor. Im Jahr darauf holte Ng On Yee ihren dritten Titel. Nach einem Jahr Zwangspause wegen der COVID-19-Pandemie stand Wendy Jans im März 2022 zum 13. Mal im Finale und revanchierte sich bei Nutcharut Wongharuthai für die Niederlage im Vormonat bei der Ladies World Championship. Bei der 17. Austragung der WM im November desselben Jahres gewann sie ihren neunten Titel. Damit ist sie die Rekordhalterin des Amateurtitels. 2024 gewann Bai Yulu nach ihrem Sieg bei der offiziellen WM auch die IBSF-Weltmeisterschaft und hatte als dritte Frau nach Kelly Fisher im ersten Jahr und Reanne Evans 2007/08 beide Titel gleichzeitig inne. Im Jahr darauf gewann mit Ploychompoo Laokiatphong zum zweiten Mal eine Thailänderin den Titel.
| Jahr   | Austragungsort    | Sieger                   | Finalist                 | Ergebnis          |
| ------ | ----------------- | ------------------------ | ------------------------ | ----------------- |
| 2003   | Jiangmen          | Kelly Fisher             | Wendy Jans               | 5:2               |
| 2004   | Veldhoven         | Reanne Evans             | Wendy Jans               | 5:1               |
| 2005   | nicht ausgetragen | nicht ausgetragen        | nicht ausgetragen        | nicht ausgetragen |
| 2006   | Amman             | Wendy Jans               | Jaique Ip Wan In         | 5:0               |
| 2007   | Nakhon Ratchasima | Reanne Evans             | Wendy Jans               | 5:0               |
| 2008   | Wels              | Reanne Evans             | Wendy Jans               | 5:3               |
| 2009   | Hyderabad         | Ng On Yee                | Kathy Parasis            | 5:1               |
| 2010   | Damaskus          | Ng On Yee                | Jaique Ip Wan In         | 5:0               |
| 2011   | nicht ausgetragen | nicht ausgetragen        | nicht ausgetragen        | nicht ausgetragen |
| 2012   | Sofia             | Wendy Jans               | Ng On Yee                | 5:1               |
| 2013   | Daugavpils        | Wendy Jans               | Shi Chunxia              | 5:3               |
| 2014   | Bangalore         | Wendy Jans               | Anastassija Netschajewa  | 5:2               |
| 2015   | Hurghada          | Wendy Jans               | Anastassija Netschajewa  | 5:1               |
| 2016   | Doha              | Wendy Jans               | Amee Kamani              | 5:0               |
| 2017   | Doha              | Wendy Jans               | Waratthanun Sukritthanes | 5:2               |
| 2018   | Rangun            | Waratthanun Sukritthanes | Wendy Jans               | 5:2               |
| 2019   | Antalya           | Ng On Yee                | Nutcharut Wongharuthai   | 5:2               |
| 2020   | nicht ausgetragen | nicht ausgetragen        | nicht ausgetragen        | nicht ausgetragen |
| 2021 a | Doha              | Wendy Jans               | Nutcharut Wongharuthai   | 4:1               |
| 2022   | Antalya           | Wendy Jans               | Vidya Pillai             | 4:3               |
| 2023   | Doha              | Bai Yulu                 | Ng On Yee                | 4:0               |
| 2024   | Doha              | Ploychompoo Laokiatphong | Ng On Yee                | 3:2               |